# Bivibranchia
Genre
Bivibranchia est un genre de poissons téléostéens de la famille des Hemiodontidae et de l'ordre des Characiformes.

## Liste d'espèces
Selon FishBase (25 juin 2015):
- Bivibranchia bimaculata Vari, 1985
- Bivibranchia fowleri (Steindachner, 1908)
- Bivibranchia notata Vari & Goulding, 1985
- Bivibranchia simulata Géry, Planquette & Le Bail, 1991
- Bivibranchia velox (Eigenmann & Myers, 1927)